# Magistarski rad
Magistarski rad, izvorno znanstveno djelo koje magistrand samostalno izrađuje, u suradnji i pod vodstvom mentora, na kraju poslijediplomskog magistarskog znanstvenog studija. Određene je i precizne strukture i međusobne povezanosti svih dijelova. Metodologijom obrade i doprinosu znanosti prikladno je za utvrditi magistrandovu sposobnost za aktivno sudjelovanje u znanstveno-istraživačkom radu, u znanstvenom području i polju znanosti za koje se podjeljuje magisterij znanosti.
Istraživanje tematike, koja se tretira u okviru problema i predmeta istraživanja i postavljene hipoteze, mora se provoditi fundamentalnim i primijenjenim istraživanjima, ali uz primjenu petnaestak i više znanstvenih metoda u odgovarajućim kombinacijama. Rezultatima istraživanja koji se prezentiraju u magistarskom znanstvenom radu moraju se otkriti nove spoznaje, nove znanstvene činjenice, nove zakonitosti, nove teorije i dr. te je po tome slično doktorskoj disertaciji. Magistrand izradom dokazuje da je sposoban: primijeniti teorijsko i praktično znanje u samostalnoj obradi aktualne i do tada neobrađene teme (i tematike) znanstvenih i stručnih djela, metodologiju i tehnologiju znanstvenog istraživanja, koristiti relevantne tuđe spoznaje, stavove, znanstvene činjenice, zakonitosti, teorije koje su objavljene u aktualnoj literaturi ili su pohranjene u bankama podataka, formulirati rezultate istraživanja i vlastitih spoznaja do kojih je došao primjenom znanstveno-istraživačkog instrumentarija i tijekom znanstveno-istraživačkog rada, pisati tekstove znanstvenih i stručnih djela te aktivno i učinkovito sudjelovati, individualno ili kolektivno, u znanstveno-istraživačkom radu.